# جک ما
جَک ما، یا ما یون (چینی: 马 [mà y̌n]؛ زادهٔ ۱۰ سپتامبر ۱۹۶۴)، تاجر، بازرگان، سرمایه‌گذار و انسان‌دوست اهل چین است. او هم‌بنیان‌گذار و مدیر عامل سابق گروه علی‌بابا بود. جک ما از هواداران سرسخت بازار آزاد و اقتصاد بازار است.
او در سال ۲۰۱۹ میلادی براساس فهرست‌بندی مجلهٔ فوربز یکی از قدرت‌مندترین افراد جهان بود که در ردهٔ ۲۱ این فهرست جای گرفت. او همچنین در شرکت‌های نوپا به‌عنوان یک الگو شناخته می‌شود.
وی همچنین یک الگو در استارت‌آپ‌ها شناخته می‌شود. مجله فرچون در سال ۲۰۱۷ در رده‌بندی سالانهٔ ۵۰ لیدر برتر جهان، او را در رتبه دوم قرار داد.
سپتامبر ۲۰۱۸ ما اعلام کرد که از علی‌بابا بازنشست خواهد شد و قصد دارد به کارهای خیر خواهانه، آموزشی و محیط زیستی بپردازد. همان سال دنیلٰ ژانگ به جایگاه او در مدیر عاملی علی‌بابا دست یافت.
از ژانویه ۲۰۲۱ ما با دارایی خالص ۵۸٫۳ میلیارد دلار، به عنوان دومین شخص ثروتمند چین، پس از ژون-شان شان شناخته می‌شود. مجله فوربز همچنین او را در رده ۲۰ام ثروتمندترین افراد جهان قرار داده‌است. به پاس اقدامات بشر دوستانه ما در جوامع در حال توسعه از قبیل: چین، آفریقا، استرالیا و خاورمیانه فوربز نام او را در لیست قهرمانان انسان دوستی آسیا قرار داد.

## اوایل زندگی
جک ما در هانگژو استان چجیانگ، چین متولد شد. او از کودکی به واسطهٔ هم صحبتی با انگلیسی زبان‌ها در هتل بین‌المللی هانٰگژو شروع به یادگیری زبان انگلیسی کرد. ما به مدت نه سال مسیر بیست و هفت کیلومتری را با دوچرخه اش می‌پیمود تا توریست‌ها را همراهی کند و زبان انگلیسی اش تقویت شود. او با یکی از خارجی‌ها دوست مکاتبه ای شد، که او «ما» را با نام مستعار «جک» صدا می‌کرد، چرا که تلفظ نام چینی «ما» بیش از حد مشکل بود.
بعدها، در جوانی اش ما برای ورود به دانشگاه به مشکل برخورد، چرا که امتحان‌های ورودی دانشگاه‌ها در چین به صورت سالانه برگزار می‌شود و برای ما سه سال طول کشید تا وارد دانشگاه شود. او سرانجام وارد مؤسسه تربیت معلمی شد، که اکنون تحت عنوان دانشگاه دولتی هانگژو شناخته می‌شود. وی در سال ۱۹۸۸ با مدرک لیسانس زبان انگلیسی فارغ‌التحصیل شد. جک ما در دانشگاه رئیس انجمن دانشجویی بود و پس از فارغ‌التحصیلی سخنران انگلیسی زبان در زمینه تجارت بین‌الملل دانشگاه دولتی هانٰگژو شد. طبق گفته ما، وی ده بار به مدرسه کسب و کار هاروارد درخواست تحصیل داده، اما هربار درخواستش رد شده‌است.

## زندگی حرفه‌ای

### شروع حرفه
طبق سخنرانی جک ما از زندگی‌نامه‌اش، پس از فارغ‌التحصیلی از دانشگاه هانگژو برای ۳۰ شغل مختلف اقدام کرده‌است، اما هر بار درخواستش رد شده. «من برای در خواست شغل به اداره پلیس هم رفتم، اما آنها بهم گفتند تو اصلاً مناسب این شغل نیستی». ما به خبرنگار چارلی رز گفته که پس از بازگشت به شهرم، حتی به کی اف سی هم سر زدم، ۲۴ نفر درخواست داده بودند، ۲۳ نفر پذیرفته شدند، تنها کسی که پذیرفته نشد من بودم. در این دوره چین در اولین دهه از بهبود اقتصادی اش به رهبری دنگ خوانینگرا به سر می‌برد.
در سال ۱۹۹۴ جک ما دربارهٔ اینترنت چیزهایی شنیده بود و در همین سال اولین شرکتش را تأسیس کرد؛ دارالترجمه هانگژو. اوایل سال ۱۹۹۵ همراه با همکارانش به آمریکا سفر کرد و با کمک آنها با اینترنت آشنا شد. در اولین برخود کلمه «آبجو» را جستجو کرد؛ اطلاعات مربوط به «آبجو» از بسیاری از کشورها در نتیجه جستجو آمد، و متعجب شد که هیچ نتیجه‌ای از چین نبود. علاوه بر این، او سعی کرد اطلاعات کلی در مورد چین را جستجو کند و درکمال تعجبش هیچ اطلاعاتی نبود؛ بنابراین او و دوستش یک وب سایت مربوط به چین ایجاد کردند. در عرض پنج ساعت از ایجاد وب سایت او ایمیل‌هایی از برخی از کاربران چینی دریافت کرد که می‌خواستند بدانند او کیست. این زمان «ما» متوجه شد که اینترنت چیزهای بزرگی برای ارائه دارد. در آوریل ۱۹۹۵، «ما» به همراه یک معلم کامپیوتر به نام «هی یی بینگ» اولین دفتر «صفحات چینی» را افتتاح کرد؛ و ما دومین دفتر را به تنهایی تأسیس کرد. در ۱۰ام می ۱۹۹۵ آنها chinapages.com را در آمریکا ثبت کردند. در عرض سه سال، شرکت او ۵٬۰۰۰٬۰۰۰ یوان چین معادل ۸۰۰٬۰۰۰ دلار درآمد کسب کرد.
جک ما با کمک دوستانش در ایالات متحده شروع به ساخت وبسایت برای شرکت‌های چینی کرد. ما گفته‌است که «روزی که به اینترنت وصل شدیم من دوستانم و افراد تلویزیون را به خانه‌ام دعوت کردم و با اینترنت دایال آپ مدت زیادی منتظر بودیم؛ نوشیدیم، کارت بازی کردیم و تلویزیون تماشا کردیم و بعد از سه ساعت و نیم فقط نصف صفحه را دیدیم؛ ولی من به شدت به خودم افتخار می‌کردم. من ثابت کردم که اینترنت وجود دارد». در کنفرانسی در سال ۲۰۱۰ ما اعتراف کرد که هرگز نه کُدی نوشته و نه چیزی به کسی فروخته. او اولین بار در ۳۳ سالگی صاحب کامپیوتر شده‌است.

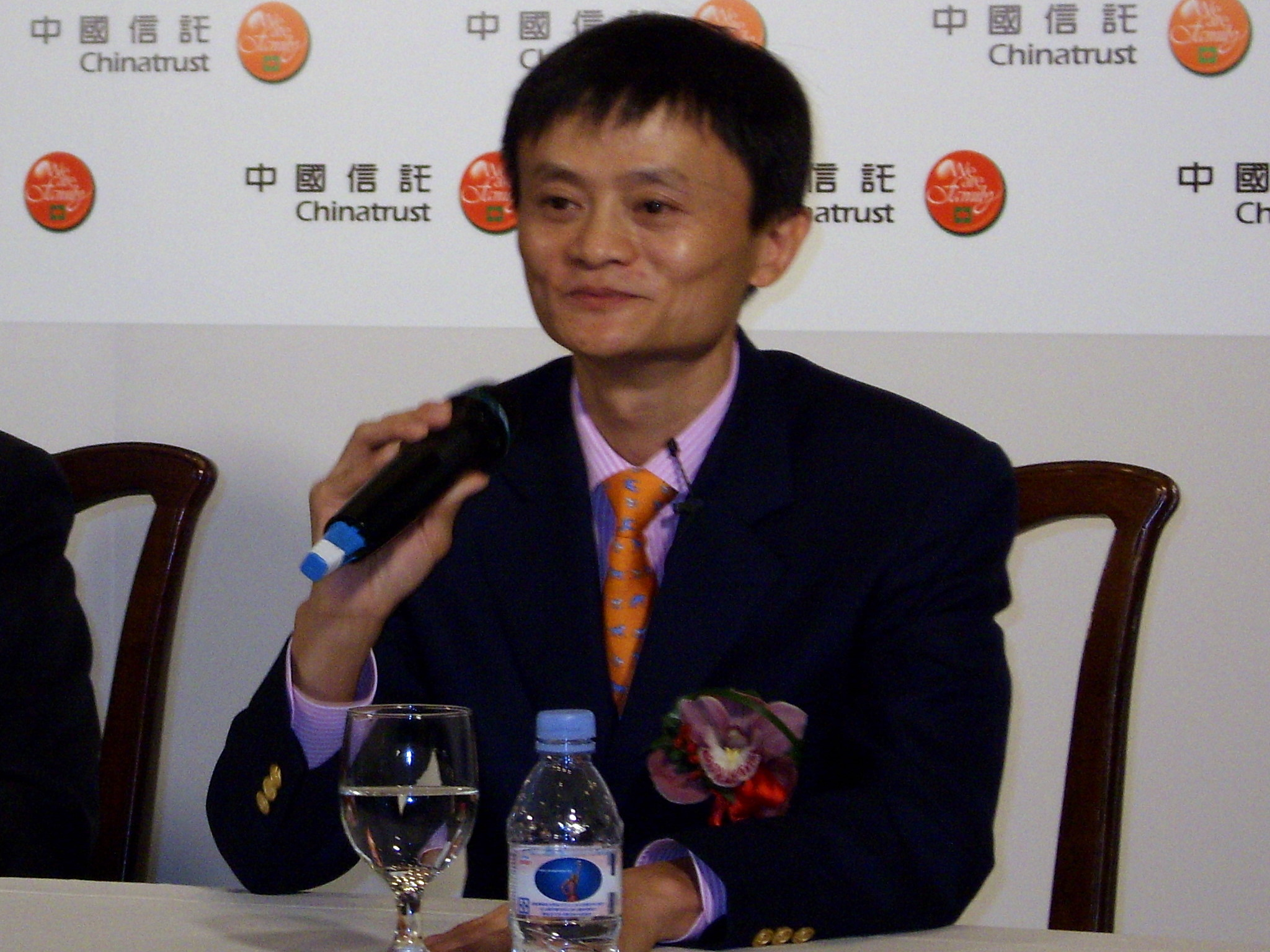
جک ما در سال ۲۰۰۷

از سال ۱۹۹۸ تا ۱۹۹۹ ما ریاست یک شرکت فناوری اطلاعات را بر عهده داشت. این دپارتمان که توسط CIECC (مرکز بین‌المللی فروش ابزار الکترونیک چین) احداث شده بود و زیر نظر وزارت واردات و صادرات و همکاری اقتصادی چین(MOFCOM) کار می‌کرد. در سال ۱۹۹۹ او از این کار استعفا کرد و همراه تیمش که گروه ۱۸ نفره‌ای از دوستانش بود به هانگژو بازگشت تا یک سایت تجاری چینی به نام علی‌بابا را افتتاح کند. جک ما با جسارت تمام کسب و کارش را با ۵۰۰٫۰۰۰ ین شروع کرد. در اکتبر ۱۹۹۹ وٰ ژانویه ۲۰۰۰ علی‌بابا با سرمایه‌گذاری در گلدمن ساکس و سافت بانک، ۲۵ میلیون دلار به دست آورد.
در اکتبر ۱۹۹۹و ژانویه ۲۰۰۰، علی‌بابا با سرمایه‌گذاری‌هایش در گلدمن ساکس (شرکت خدمات مالی در آمریکا) و سافت بانک (شرکت خدمات مالی در ژاپن) ۲۵ میلیون دلار سود کرد. هدف از این کار بهبود بازار داخلی چین بخصوص کسب و کارهای کوچک و متوسط برای راهیابی به سازمان تجارت جهانی(WTO) بود. بعد از سه سال به سود دهی رسیدند. هدف جک ما بهبود تجارت الکترونیکی در کل دنیا بود. از سال ۲۰۰۳ او مارکت پلیس Taobao, Alipay, Alimama و Lynx را پایه‌گذاری کرد. پس از موفقیت سریع Taobao, eBay خواهان خریدش شد، با این حال جک ما نپذیرفت و با کمک مؤسس یاهو، جری ینگ، یک میلیارد دلار سرمایه به دست آورد.

### علی‌بابا IPO
سپتامبر ۲۰۱۴ علی بابا سهامی به ارزش ۲۵ میلیارد دلار در بازار بورس نیویورک برای فروش عموم قرار داد. این رقم که بالاترین فروش عمومی سهام در تاریخ ایالات متحده آمریکا بود؛ علی‌بابا را به یکی از ارزشمندترین شرکت‌های فناوری جهان تبدیل کرد.

### ریاست گروه علی‌بابا
جک ما سمت مدیر عاملی علی‌بابا را که شامل ۹ زیرشاخه اصلی: Alibaba.com, Taobao Market place, Tmall, eTao, Alibaba Cloud Computing,Juhuasuan, 1688.com, AliExpress.com و Alipay بود را بر عهده گرفت. نوامبر ۲۰۱۲ تراکنش آنلاین علی‌بابا از رقم هزار میلیارد ین فراتر رفت. از سال ۲۰۱۶ جک ما، مالک Château de Sours در بوردو Chateau Guerry و Château Perenne است.
۹ ژانویه ۲۰۱۷ ما با رئیس‌جمهور وقت آمریکا، دونالد ترامپ ملاقات کرد. در این دیدار آنها درمورد ایجاد یک میلیون فرصت شغلی در ایالات متحده آمریکا، از طریق علی‌بابا، مذاکره کردند.
هشتم سپتامبر ۲۰۱۷ به مناسبت هجدهمین سالگرد بنیانگذاری علی‌بابا، جک ما روی صحنه حاضر شد و قسمتی از آواز و رقص مایکل جکسون را اجرا کرد؛ و در تولد هشت سالگی این شرکت هم، ما در حالی که لباس خواننده متال پوشیده بود، روی صحنه رفت و آهنگ التون جان را به اجرا دراورد. در همان ماه، جک ما با سِر لی کا-شینگ شراکت خطر پذیری آغاز کرد و به او پیشنهاد راه اندازی کیف پول دیجیتال در هنگ کنگ را داد.
دهم سپتامبر ۲۰۱۸ جک ما از مدیر عاملی علی‌بابا اعلام بازنشستگی کرد. او همچنین تکذیب کرد که توسط دولت چین مجبور به بازنشستگی شده و بیان کرد که قصد دارد از طریق تاسیساتش روی کارهای بشردوستانه متمرکز شود. از آن تاریخ دنیل ژانگ مدیر عاملی علی‌بابا را به عهده گرفته‌است. روز ۳۰ ام سپتامبر ۲۰۱۹ جک ما به‌طور رسمی از سمت مدیر عاملی علی‌بابا خارج شد.

## سرگرمی‌ها
سال ۲۰۱۷ ما برای اولین بار با فیلم کوتاه Gong Shou Dao که فیلمی با موضوع کنگ فو بود روی صحنه فیلم‌برداری رفت. این فیلم با همکاری عوامل جشنواره روز مجردها در چین ساخته شد. در همان سال که مصادف بود با هجدهمین سالگرد تأسیس علی‌بابا، او ذر فستیوال خوانندگی هم اجرا داشت.
نوامبر ۲۰۲۰ در اختتامیه برنامه «قهرمانان تجارت آفریقا» به علت برنامه‌ریزی نادرست، خانم Peng Lei به جای جک ما روی صحنه حاضر شد.

## دیدگاه‌ها
ما پیرو بودائیزم و دائویسم است.
در جلسه سالانه شرکای Alibaba.com که در می ۲۰۱۰ برگزار شد؛ جک ما اعلام کرد که سه دهم درصد از سود سالانه سازمان علی‌بابا را به محافظت از محیط زیست به خصوص پروژه‌های بهبود کیفیت آب و هوا اختصاص خواهد داد. «هدف ما، کمک به مردم برای دستیابی به درآمد سالم است؛ درآمدی که نه تنها برای خودشان، بلکه برای جامعه هم مفید است. این تغییری ست که ما به دنبالش هستیم.»
در یک کنفرانس خبری با Taobao، جک ما اعلام کرد که باور دارد که قدرت جامعه آمریکا به دلیل باور به مسیحیت است. طبق گفته او، جامعه چین هم برای فائق آمدن بر تأثیرات انقلاب فرهنگی، نیاز به سیستم اعتقادی کارامد دارد.
در تاریخ نوامبر ۲۰۱۸ روزنامه People's Daily ما را به عنوان عضوی از کمونیست‌های چین معرفی کرد که باعث شگفت زدگی عده زیادی از مردم بود.
جک ما پس از تأیید ساعت کاری جدید چین که با سیستم 996 working hour system شناخته می‌شود (۷۲ ساعت کار در هفته)، با انتقاد شدید جهانی مواجه شد. اما از نظر جک ما این سیستم یک موهبت بوده و برای پیشرفت الزامی است. طبق دیدگاه او، در آینده با پیشرفت صنعت هوش مصنوعی، مردم زندگی راحت تری خواهند داشت و می‌توانند فقط ۱۲ ساعت در هفته کار کنند. ما، همزمان اعلام کرد که Al Cloud هرگز به‌طور کامل جایگزین انسان‌ها نخواهد شد؛ وی باور دارد که توانایی عشق ورزی، لازمه موفقیت واقعی است. به این معنی که ماشین‌ها هیچ وقت نمی‌توانند به جایگاه بشر دست یابند. ما همچنین پیش‌بینی کرده که رشد جمعیت در آینده به مشکلی بزرگ تبدیل خواهد شد.

## خدمات بشردوستانه
بنیاد جک ما، یک بنیاد خیرخواهانه بوده که بر بهبود آموزش، محیط زیست و سلامت عمومی متمرکز است. سال ۲۰۰۸ علی‌بابا ۸۰۸٫۰۰۰ دلار به قربانیان زلزله سیچوان اهدا کرد.
جک ما در سال ۲۰۰۹ به برنامه‌ریزی چین در زمینه محافظت از طبیعت پیوست و سال ۲۰۱۰ او به یکی از مدیران جهانی در این زمینه تبدیل شد.
سال ۲۰۱۵ علی‌بابا یک مؤسسه بدون سود به نام «مؤسسه کار آفرینی علی‌بابا، هنگ کنگ» احداث کرد. هدف از این مؤسسه کمک به کارورزان هنگ کنگ برای گشترش کسب و کارشان است. همان سال این مؤسسه به بازسازی هزار خانه آسیب دیده در زلزله نپال پرداخت و برای ۹۰۰۰ خانه دیگر کمک مالی جمع کرد. آنها همچنین مدرسه کسب و کار هوپان را در سال ۲۰۱۵ تأسیس کردند.
سپتامبر ۲۰۱۸ ما خیریه جک ما را تأسیس کرده و از علی‌بابا اعلام بازنشستگی کرد. هدف او پرداختن به کارهای خیرخواهانه و زیست‌محیطی است.
سال ۲۰۲۰ در واکنش به بیماری همه‌گیری COVID-19، مؤسسه خیریه جک ما و علی‌بابا خدمات زیادی ارائه دادند که شامل اهدا تجهیزات پزشکی به ایالات متحده، آسیا، آفریقا و اروپا بود.

## زندگی شخصی
ما در خانواده‌ای متوسط متولد شد. والدین او گاهی موسیقی می‌نواختند و گاهی قصه گو بودند. در دانشگاه او با ژانگ یینگ (کتی ژانگ) آشنا شد. آنها بلافاصله پس از فارغ‌التحصیلی در سال ۱۹۸۸ ازدواج کردند. ژانگ علاوه بر تدریس، برای توسعه تجارتشان هم تلاش می‌کرد و مدیر بخش عمومی شرکت اصلی بود. جک و ژانگ سه فرزند دارند.
رسانه‌های خبری عدم حضور ما در عموم را بین اکتبر ۲۰۲۰ و ژانویه ۲۰۲۱ اعلام کردند که مصادف بود با سرکوب سیستم نظارتی بر مشاغل وی.
ژانویه ۲۰۲۱ اعلا شد که ما به مدت ۲ ماه در دید عموم نبوده حتی در برنامه استعداد یابی خودش هم حضور نیافته. به گزارش Financial Times این غیبت ممکن است با سخنرانی سالانه که در سالن اجتماعات بانک بازارهای مالی چین برگزار شد، مرتبط باشد. این سخنرانی از سیستم وام دهی بانک‌های چین که وام گیرندگان نیاز به وثیقه دارند، انتقاد شد. ما این ادعاها را نپذیرفت. برخی از مفسران حدس می زندد که ما به اجبار ناپدید شده، در حالی که برخی می‌گویند او به اختیار خودش تصمیم به عقب‌نشینی گرفته‌است.
دو ماه قبل تر فایننشال تایمز در گزارشی افت قیمت سهام Ant Group' را به دلیل مداخله تنظیم کنندگان، پیش‌بینی کرد. به گفته بانکداران و مقامات چینی، ایجاد ثبات مالی هدف این مداخله بوده. چن ژو، پروفسور امور مالی دانشگاه هنگ کنگ اعلام کرد که تنظیم کنندگان و بازار هنگ کنگ، قبل از سخنرانی جک ما سهام داخلی را تأیید کردند و برای مقامات حل مشکل فین تک (امور مالی و فناوری) مشکلی نخواهد بود. اما همه چیز بعد از آن سخنرانی تغییر کرد. چن همچنین اضافه کرد که نهادهای نظارتی در مورد میزان کنترل اطلاعات مشتری توسط گروه ای جدید فین تک نگران بوده‌اند؛ بخصوص در راستای استفاده انحصاری از قدرت. در حالی که برخی اذحاب وضعیت جک ما را با میخائیل خودورکفسکی مقایسه کرده‌اند، که پس از تلاش برای به چالش کشیدن رئیس‌جمهور روسیه، ولادیمیر پوتین، تبعید شد؛ چن خاطر نشان می‌کند که وضعیت جک ما قابل مقایسه با خودورکفسکی نبوده و او برای جلوگیری از جنجال، پس از شکست IPO عامدانه در خفا به سر می‌برد.
ما در ۲۰ ٰژانویه ۲۰۲۱ از طریق گفتگو تصویری با گروهی از معلمان روستایی در یک مراسم خیریه سالانه، مجدداً در انظار عموم حاضر شد.

## جوایز
- سال ۲۰۰۴ ما توسط China Central Television مفتخربه دریافت عنوان یکی از ده اقتصاد دان برتر سال شد.[۴۹]
- سپتامبر ۲۰۰۵ World Economic Forum ما را به عنوان یک لیدر جوان جهانی معرفی کرد.[۵۰]
- در سال ۲۰۰۵ فورچن ما را به عنوان یکی از ۲۵ بازرگانان آسیا معرفی کرد.[۵۱]
- Businessweek هم در سال ۲۰۰۷ او را به عنوان بازرگان سال معرفی کرد.[۵۲]
- Barron's در سال ۲۰۰۸ به او لقب بهترین مدیر کل را داد.[۵۳]
- می ۲۰۰۹ مجله نام ما را در لیست ۱۰۰ مرد قدرتمند جهان قرار داد.[۵۴]
- BusinessWeek او را به عنوان یکی از قدرتمندترین مردان چین انتخاب کرد.[۵۵]
- Forbes China او را به عنوان یکی از محترم‌ترین کار آفرینان چین معرفی کرپ و سال ۲۰۰۹ ما جایزه برترین لیدر کسب و کار دهه را در برنامه تبلوزیون ملی چین با عنوان شخص و اقتصاد را از آن خود کرد.
- به پاس اقدامات خیرخواهانه او در مبارزه با فقر سال ۲۰۱۰ Forbes نام او را در لیست قهرمانان انسان دوست آسیا قرار داد.[۵۶]
- تعداد زیادی از تحلیل گران اعلام کردند که ما بدون اطلاع همکاران یا مالکان بزرگی چون یاهو و سافت بانک؛ علی پی را زیر ارزش واقعی به خود فروخته، در حالی که نا اعلام کرد همکارانش در هیئت مدیره علی‌بابا از این اقدام او با خبر بودند. این جدال مالکیت توسط علی‌بابا، سافت بانک و یاهو در سال ۲۰۱۱ حل شد.
- سال ۲۰۱۳ ما دکتری افتخاری از دانشگاه علوم و فناوری هنگ کنگ دریافت کرد.
- از سال‌های ۲۰۰۷ تا ۲۰۲۰ عضو هیئت مدیره سافت بانک و رسانه جمعی Huayi Brothers بود.
- ۲۰۱۵ Asian Award او را با لقب کارآفرین برتر سال مفتخر کرد.
- سال ۲۰۱۷ Fortune او را در لیست ۵۰ لیدر برتر جهان قرار داد.
- سال ۲۰۱۷ در یک نطر سنجی عمومی KPMG رتبه سوم نواوری‌های جهانی فناوری را کسب کرد
- سال ۲۰۱۷ دکتری افتخاری کارافرینی الکترونیک از دانشگاه De La Salle University فیلیپین دریافت کرد.
- سال ۲۰۱۸ دکتری افتخاری علوم انسانی به پاس خدماتش به جامعه، فناوری و جهان؛ از دانشکاه هنگ کنگ دریافت کرد.
- سال ۲۰۱۸ دکتری افتخاری از پروفسور Yaakov Frenkel و Yaron Oz در Tel Aviv University.[ در اسرائیل دریافت کرد.
- سال ۲۰۱۹ ما و ۱۶ شخصیت تأثیر گذار جهانی دیگر، توسط دبیرکل سازمان ملل متحد به عنوان طرفداران اهداف توسعه پایدار معرفی شدند.[۵۷]
- سال ۲۰۲۰ از King Abdullah II به پاس خدماتش جهت مبارزه با بیماری کووید-۱۹ مدال درجه یک دریافت کرد.[۵۸]

## کتاب‌ها
کتاب سخنان قصار جک ما در ایران توسط انتشارات پندار تابان و با ترجمه دکتر زروان بختیار به چاپ رسیده‌است. این کتاب مجموعه ای از سخنان جک ما در زمینه‌های مختلف از جمله زندگی شخصی، کسب و کار، شکل‌گیری گروه علی بابا و مطالب آموزنده است. در این کتاب می‌توان زندگی جک ما و چگونگی به شهرت رسیدن او را خواند.